# Brakowanie
Brakowanie – w chowie zwierząt: planowe usuwanie ze stada osobników niepożądanych z punktu widzenia celów hodowlanych człowieka.
Brakowanie dzieli się na:
- zdrowotne – dotyczy osobników chorych lub kalekich,
- produkcyjne – dotyczy osobników mało wydajnych, starych, z wadami pokroju lub po błędach w czasie seksowania.

Sposób likwidacji lub zagospodarowania sztuk podlegających brakowaniu ustala się z lekarzem weterynarii, nadzorującym fermę. W stadzie, które jest prawidłowo prowadzone przez hodowcę, straty wynikające z brakowania i upadków wynoszą około 1,5%. W przypadku chowu drobiu, brakowanie z reguły odbywa się codziennie.